# 跃禹门坊
跃禹门坊，位于中国广东省揭阳市揭东区炮台镇桃山，为揭东区文物保护单位，类型为古建筑，公布时间为1990年。
跃禹门坊的历史年代为明正德十二年。